# Liste der Wappen im Landkreis Leipzig
Diese Liste zeigt die Wappen der Gemeinden im Landkreis Leipzig in Sachsen.

Wappen des Landkreises Leipzig
Lage des Landkreises Leipzig in Sachsen
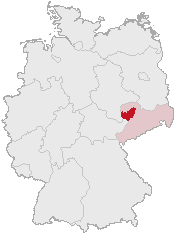
Lage des Landkreises Leipzig in Deutschland

## Wappen der Städte und Gemeinden

Stadt Bad Lausick
Gemeinde Belgershain
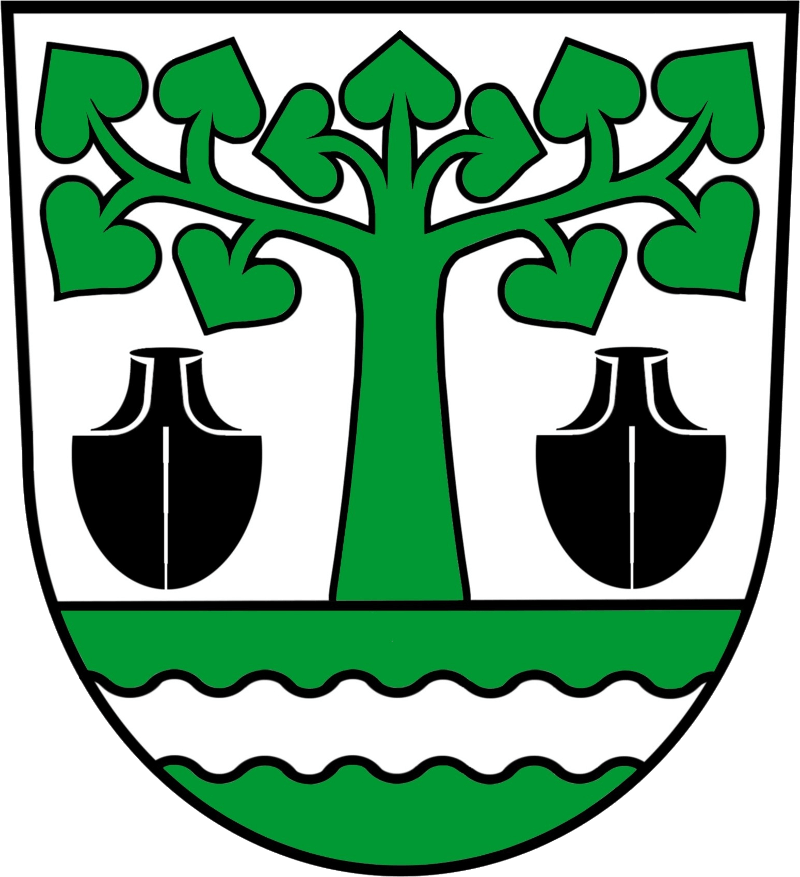
Gemeinde Bennewitz
Stadt Böhlen
Stadt Borna
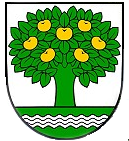
Gemeinde Borsdorf
Stadt Brandis
Stadt Colditz
Gemeinde Elstertrebnitz
Stadt Frohburg
Stadt Geithain
Stadt Grimma
Stadt Groitzsch
Gemeinde Großpösna
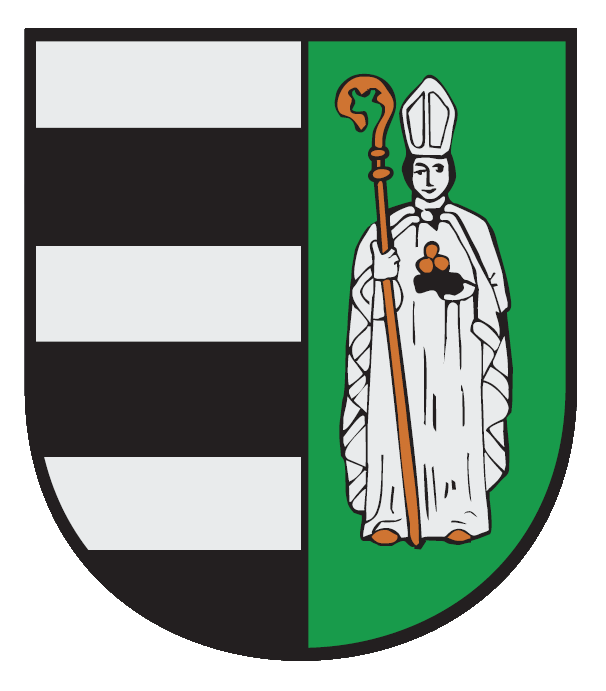
Stadt Kitzscher
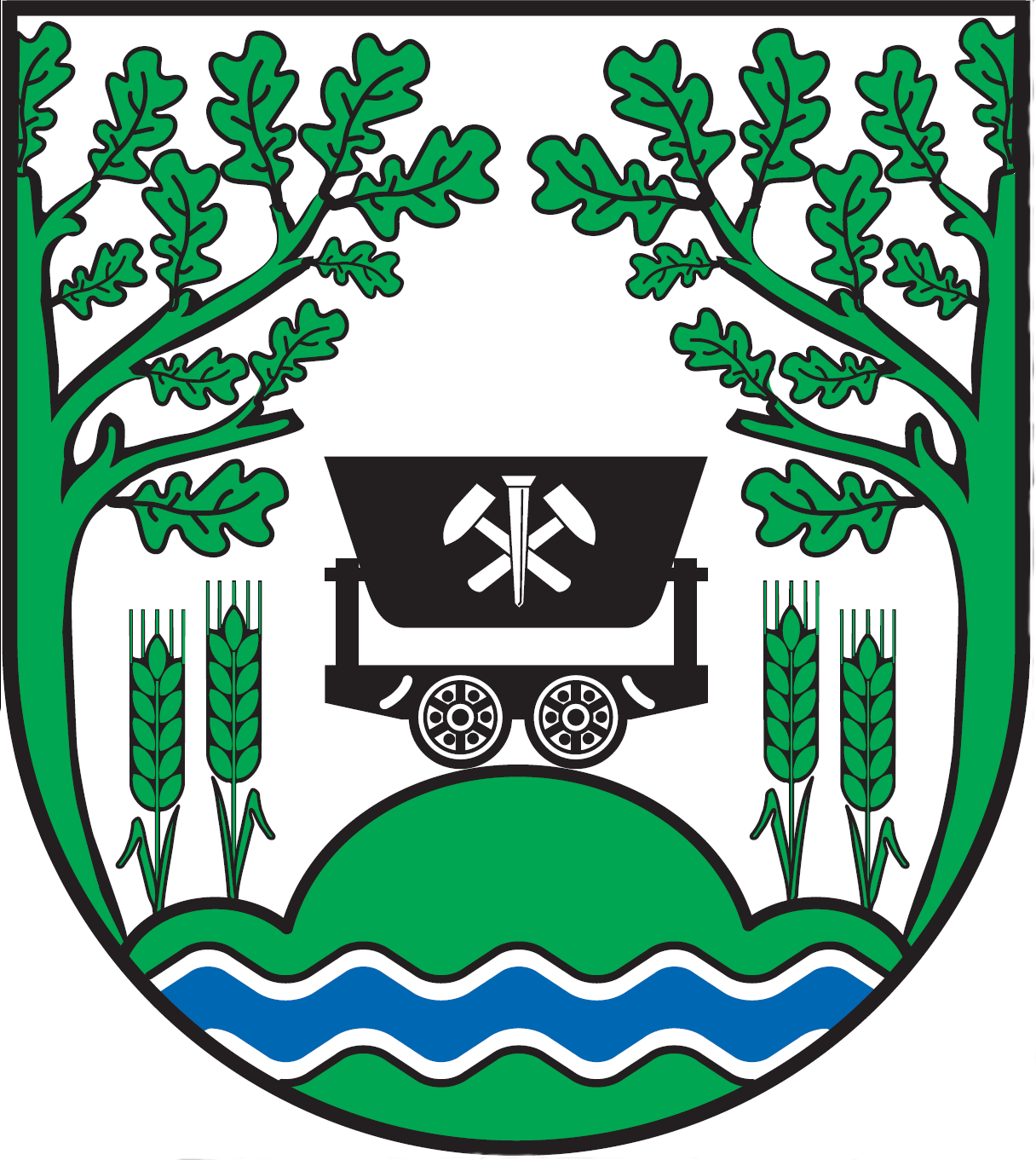
Gemeinde Lossatal
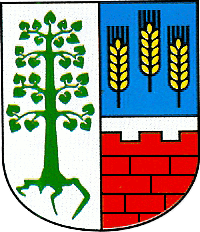
Gemeinde Machern
Stadt Markkleeberg
Stadt Markranstädt
Stadt Naunhof
Gemeinde Neukieritzsch
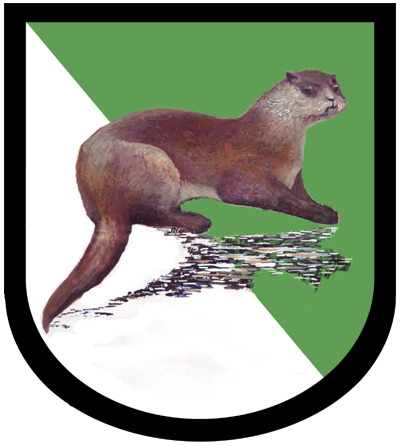
Gemeinde Otterwisch
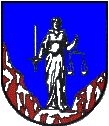
Gemeinde Parthenstein
Stadt Pegau
Stadt Regis-Breitingen
Stadt Rötha
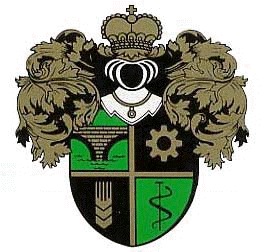
Gemeinde Thallwitz
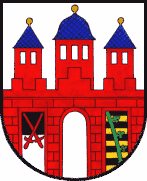
Stadt Trebsen
Stadt Wurzen
Stadt Zwenkau

## Wappen ehemaliger Städte und Gemeinden

Eulatal
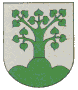
Hohburg
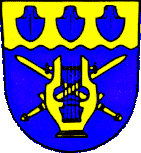
Kitzen
Kohren-Sahlis
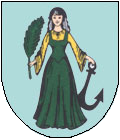
Lobstädt
Mutzschen
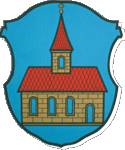
Nerchau
Thümmlitzwalde
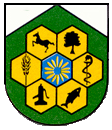
Zschadraß

## Wappen ehemaliger Landkreise

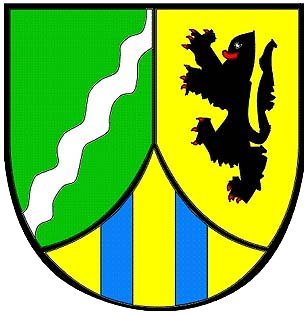
Wappen des Landkreises Leipziger Land
Wappen des Muldentalkreises